# Taller Masriera
El Taller Masriera és un edifici situat al carrer de Bailèn, 70-72, de la Dreta de l'Eixample de Barcelona, catalogat com a bé cultural d'interès local.

## Història
El 1882, els germans Josep i Francesc Masriera i Manovens, fills del joier i argenter Josep Masriera i Vidal (Sant Andreu de Llavaneres, 1810 - Barcelona, 1875), van adquirir uns terrenys al carrer de Bailèn i van encarregar-ne el projecte a l'arquitecte Josep Vilaseca i Casanovas. L'arquitecte va emprar en aquest «temple de les arts», concebut com un edifici exempt envoltat de jardí i inaugurat el 1884, un inusual classicisme arqueològic (per exemple, la porta era una rèplica de la del temple de l'Erectèon d'Atenes) amb algunes concessions a l'eclecticisme imperant.
Francesc Masriera va morir 15 de març del 1902, i el seu nebot Lluís Masriera i Rosés, fill de Josep, es va incorporar al negoci, i va promoure la reforma de la botiga del carrer de Ferran, que meresqué una distinció en el concurs de decoració d'establiments de l'any 1903, i va traslladar l'obrador de joiera al carrer de Bailén. Això va motivar la construcció d'un nou cos de planta baixa a la part posterior de la parcel·la, que n'ocupava tota l'amplada.
Josep Masriera va morir el 21 de gener del 1912, i el seu fill Lluís es va quedar al capdavant del negoci en solitari. Aquell mateix any, es va associar amb el joier Joaquim Carreras per a crear les societats Masriera i Carreras i Ars Nova, obrint un nou establiment al passeig de Gràcia, 26. El juliol del 1913, va adquirir una parcel·la contigua a Eusebi Güell, i va demanar permís per a construir-hi un nou edifici de planta baixa adossat a l'existent per la part posterior (a més dos cossos annexos que flanquejaven l'edifici original pels costats que no hi figuren), segons el projecte de l'arquitecte Jeroni Martorell.
Lluís Masriera era afeccionat al teatre i el 1921 va crear la Companyia Belluguet, constituïda per membres de la seva família i amics. Al llarg d'aquesta dècada, el taller va acollir representacions teatrals, i el 1932, va emprendre'n la reforma i ampliació, segons el projecte del seu fill arquitecte Joan Masriera i Campins. Els dos cossos laterals foren enderrocats i substituïts per uns més grans de planta baixa i pis, que a diferència dels anteriors s'integraven a l'edifici de Vilaseca. El de la dreta es destinava a l'escenari i a camerinos, mentre que al de a l'esquerra hi havia el bar, i a sobre, la col·lecció d'art i antiguitats. El pati de butaques es trobava a l'edifici de Vilaseca, que fou profundament reformat, i el foyer, al cos afegit el 1902. També s'hi va afegir una segona planta sobre l'edifici principal i els cossos laterals.
El Teatre Studium, inaugurat el gener del 1933, es va convertir en un espai de trobada entre artistes de tots els àmbits, esdevenint l'espai un lloc de tertúlies, concerts o representacions teatrals. La companyia La Barraca, fundada per Eduardo Ugarte i Federico García Lorca hi va representar un programa amb les obres Fuenteovejuna i El caballero de Olmedo de Lope de Vega, i El retablo de las maravillas, de Cervantes.
En esclatar la Guerra Civil, la Generalitat republicana va confiscar l'edifici, que quedà sota el control de la Institució del Teatre, i la companyia Belluget es va dissoldre (tot i que es refundà el 1940 amb el nom de Teatro de los Artistas, però sense la rellevància que havia tingut en les dècades anteriors). El 1939, el Teatre Studium es va convertir en la seu de la societat teatral Club Helena, que hi va mantenir la programació de teatre i cinema fins al 31 de desembre de 1950.
El 1951, Lluís Masriera, ja d'edat avançada, vengué la propietat al Centro Social de Actividades Culturales y Religiosas, una entitat catòlica dedicada a la pràctica d'exercicis espirituals. També s'instal·là la congregació de monges de la Petita Companyia del Cor Eucarístic de Jesús. El 1955, els nous propietaris van encarregar a l'arquitecte Albert Marquès la construcció d'un nou cos annex a la banda dreta del jardí, destinat a capella i cel·les per a les monges, i l’accés hi quedà completament restringit.
Als anys 1990, l'edifici es va obrir al barri, amb algunes activitats d’oci i de catequesi. Finalment, l’any 2009, l’última mare superiora el llegà a la Fundació Pere Relats, que gestiona residències per a persones grans a la ciutat. A principis del 2015, el grup inversor KKH General Business, promotor de la reconversió de l'edifici del Deutsche Bank, va anunciar que adquiriria el taller per a cedir-lo a l'Ajuntament de Barcelona a canvi de guanyar-hi edificabilitat. Uns mesos després, però, es desestimà aquesta opció, i finalment, el juliol del 2020, l'Ajuntament va adquirir l'edifici mitjançant una permuta amb la Fundació per una finca municipal del carrer de Llacuna.
Per la seva banda, els veïns i les associacions del barri han reclamat llargament que l'edifici i el teatre es conservin per a salvaguardar una joia de la vida cultural de la ciutat del primer terç del segle xx i es destinin a equipament públic. L'abril del 2023, s'obrí altre cop al públic, amb visites guiades de caràcter històric i arquitectònic.
El juliol del 2024 es va fer públic el projecte de l'Ajuntament de construir-hi la nova seu de la Biblioteca Sofia Barat, conservant la sala del teatre. El maig del 2025 els arquitectes d'Estudi Länk van guanyar el concurs per convertir l'edifici amb una proposta que planteja despullar el Taller Masriera d'alguns dels elements que s’han afegit al llarg de la seva història  i convertir aquesta conquesta de terreny en una mena d'àgora enjardinada.

## Descripció
El taller dels Masriera tenia, en un principi, forma de temple amfipròstil i era un edifici aïllat de planta rectangular enmig d'un jardí, amb una alineació reculada respecte la resta d'edificis veïns. La façana principal consistia en un pòrtic hexàstil de columnes estriades corínties sobre podi amb una àmplia escalinata de vuit graons. Aquestes columnes sostenen el porxo d'accés, cobert amb un sostre cassetonat. La façana interior, que com el pòrtic de columnes és fet de pedra, presenta una única porta de llinda al bell mig, amb la llinda i els muntants ornats a base de motllures, roses i palmetes. El coronament consisteix en un entaulament i un frontó triangular motllurats. Els acroteris estan ornats amb un disc esculpit sobre el qual s'alcen dues escultures de pedra en forma de griu rampant, amb llurs ales fetes de ferro colat. Coronant l'angle central del frontó, un acroteri de pedra en forma de palmeta flanquejada de volutes d'acant. Aquest frontó trasllada a la façana la fórmula de la coberta, consistent en una teulada a doble vessant perforada amb grans claraboies que proporcionen llum natural zenital a l'interior del taller.
Les dues ales laterals afegides amb posterioritat mostren una estructura en alçat tenen planta baixa, dos pisos i terrat transitable, i s'obren al carrer per mitjà de portals a planta baixa i per mitjà de finestrals tripartits amb pilastres toscanes a les plantes superiors.
Un altre element interessant és precisament la reixa que delimita la finca, consistent en un basament de pedra sobre el qual reposa una reixa de barrots de fosa. La porta d'aquesta reixa, ornada amb motius neoclàssics, acull dues grans estrelles que emmarquen les inicials dels propietaris originals de l'edifici, Francesc i Josep Masriera.
Originalment també hi havia un seguit d'estàtues a l'atri, tot i que actualment no se'n coneix el parador. En un principi n'hi havia dues, obra de Marià Fortuny i Eduardo Rosales, tot i que posteriorment se n'afegiren dues més; una rèplica de La Victòria de Samotràcia i el Gladiador ferit de Josep Bover.